# Toti Levine
Toti E. Levine (geb. 7. Juni 1959) ist eine US-amerikanische Produzentin, die vor allem bei den Serien Two and a Half Men und Die wilden 70er mitgearbeitet hat.

## Leben
Toti Levine besuchte von 1973 bis 1977 die Troy High School in Fullerton, Kalifornien, und studierte dann von 1978 bis 1981 an der San Francisco State University, wo sie einen mit dem BA im Bereich Fernsehen abschloss.
Von 1998 bis 2003 war sie in der Produktionsfirma von Marcy Carsey und Tom Werner (Carsey-Werner Prods.) als Koproduzentin tätig. Seit 2004 ist sie Koproduzentin der Serie Two and a Half Men und arbeitet als solche seit 2015 für Warner Bros.
Sie lebt in North Hollywood.

## Filmografie
- 1988: Mein lieber John (1 Folge)
- 1990: Ferris Bueller (unbekannte Anzahl Folgen)
- 2000: Malcolm mittendrin (1 Folge)
- Two and a Half Men (97 Folgen, 2004–2015)
- The Big Bang Theory (1 Folge, der Pilotfilm der Serie, 2007)
- The Frank Anderson (2006)
- The Tracy Morgan Show (unbekannte Anzahl Folgen, 2003–2004)
- Die wilden 70er (110 Folgen, 1999–2004)
- That '80s Show (13 Folgen, 2002)